# Mohamed Bekhtaoui
Mohamed Bekhtaoui est un footballeur algérien né le 23 novembre 1984 à Mecheria dans la banlieue de Naâma. Il évolue au poste de défenseur au MC Saïda.

## Biographie
Il évolue en Division 1 avec les clubs de l'ASO Chlef, du MC Saïda, et du CA Bordj Bou Arreridj.
Il dispute 25 matchs en première division lors de la saison 2010-2011 puis 18 matchs dans ce même championnat en 2012-2013. Il inscrit deux buts dans ce championnat.

## Palmarès
- Champion d'Algérie de Ligue 2 en 2010 avec le MC Saïda
- Champion d'Algérie de Ligue 2 en 2012 avec le CA Bordj Bou Arreridj